# Holy Grail (banda)
Holy Grail es una banda americana de heavy-metal, fundada en Pasadena, California, en el 2008.

## Historia
Holy Grail fue fundada en el 2008 como Sorcerer por el cantante James Paul Luna, el guitarrista James J. LaRue y el baterista Tyler Meahl, todos exmiembros de White Wizzard. Reclutaron al bajista Eric Harris (exintegrante de Skeletonwitch) y al guitarrista Eli Santana para completar la banda. Antes de que Holy Grail grabara su primer extended play, el bajista Blake Mount, reemplazo a Harris.
En el 2009, la banda lanzó su primer EP, Improper Burial, en Prosthetic Records. Pasaron a lanzar su primer álbum completo, Crisis in Utopia, en el 2010, por las buenas críticas. La portada de Crisis in Utopia fue creada por Andrei Bouzikov.
La banda realizó bastantes giras desde 2009 hasta 2012 todo gracias a su primer álbum. En noviembre del 2009, ayudaron a las bandas 3 Inches of Blood y a Saviours en una gira por Norteamérica. En abril del 2010, ayudaron a Amon Amarth en su gira por Norteamérica. En junio, tocaron en el Download Festival del Reino Unido. En julio del 2010, el bajista Jessie Sánchez tomó el lugar de Blake Mount; En octubre de ese año, Mount regreso a la banda y Sánchez se retiró. En agosto, la banda tocó en el festival de Wacken Open Air en Alemania. Después empezaron su tercera gira por Norteamérica, ayudando a Exodus.
En octubre del 2010, LaRue se retiró de la banda, siendo reemplazado por el guitarrista Ian Scott. El primer concierto de Scott con la banda, tomo lugar en Japón en el Loud Park Festival. En diciembre, la banda por cuarta vez tuvo su gira en Norteamérica, esta vez ayudando a Blind Guardian. En febrero del 2011, la banda volvió a tener otra gira en Norteamérica, ayudando a Eluveitie, al lado de 3 Inches of Blood. En marzo, iniciaron una gira como banda principal por el Reino Unido, ayudado por Revoker.
En abril del 2011, Scott se retiró de la banda, siendo remplazado por el guitarrista Alex Lee (exmiembro de Bonded by Blood). Empezaron su primera gira como banda principal en Norteamérica, ayudados por Cauldron en los Estados Unidos (Holy Grail a veces ayudó a Cauldron en Canadá). En septiembre, tuvieron otra gira en Norteamérica, esta vez ayudando a Toxic Holocaust. Lanzaron su segundo EP, Season's Bleedings, en diciembre del 2011.
En febrero del 2012, la banda tocó en el festival Soundwave en Australia. En marzo, ayudaron a Saviours en otra gira por Norteamérica, incluyendo un concierto en el festival South by Southwest en Austin. En mayo, ayudaron a Dragonforce en su gira por Norteamérica, al lado de Huntress. En junio, ayudaron a Valient Thorr en su gira por Norteamérica, al lado de Royal Thunder. En octubre del 2012, ayudaron a Hellyeah en su gira por Norteamérica.
El segundo álbum completo de la banda, Ride the Void, se lanzó el 22 de enero del 2013. Fue lanzado en Norteamérica por Prosthetic Records y en Europa por Nuclear Blast.
A poco tiempo del lanzamiento de Ride the Void, la banda se embarcó en el Metal Alliance Tour, con Anthrax como banda principal, al lado de Exodus, Municipal Waste, High on Fire y Shadows Fall.

## Estilo de Música
Luna describe a Holy Grail como "una banda moderna que le da un giro al metal de la vieja escuela, con frases del death metal, rompimientos modernos y poderosa voz metalera". Las críticas describen el estilo de la banda como un tradicional o clásico heavy metal con influencias del thrash.

## Discográfica

### Álbumes de estudio
- Crisis in Utopia (2010)
- Ride the Void (2013)
- Times of Pride and Peril (2016)

### Extended plays
- Improper Burial (2009)
- Seasons Bleedings (2011)

### Compilación de Álbumes
- Label Showcase - Prosthetic Records (2012)

### Solos
- My Last Attack (2010)
- Dark Passenger (2012)

## Miembros
- James Paul Luna –  voz (since 2008)
- Eli Santana –  guitarra (since 2008)
- Alex Lee –  guitarra (since 2011)
- Blake Mount –  bajo (2008-2010, since 2010)
- Tyler Meahl –  batería (since 2008)

### Antiguos Miembros
- James LaRue –  guitarra (2008-2010)
- Ian Scott –  guitarra (touring) (2010-2011)
- Eric Harris –  bajo (2008)
- Jessie Sánchez –  bajo (touring) (2010)